# Hashim Thaçi
Hashim Thaçi (helytelenül gyakran Thaqi) (Buroja, 1968. április 28. –) Koszovói Köztársaság ötödik elnöke. 1999-től a Koszovó tartomány Szerbiától való elszakadásáért harcoló Koszovói Felszabadítási Hadsereg (UÇK), majd a Koszovói Demokrata Párt (PDK) elnöke. 2008. január 9-étől Koszovó és Metóhia Autonóm Tartomány vezetője, 2008. március 1. és 2014. december 14. között a Koszovói Köztársaság miniszterelnöke, majd 2016 áprilisától a köztársaság elnöke.
2020. november 5-én, miután háborús bűnökkel vádolták meg, azonnali hatállyal lemondott hivataláról. 

## Életpályája

### Diákkora
1968-ban született Skënderaj tartománybeli Buroján, a Drenica völgyétől északnyugatra Koszovóban. A Pristinai Egyetemen tanult filozófia és történelem szakon, s 1991-ben az albán egyetemisták szövetségének elnökévé választották. Thaçi 1993-ban csatlakozott a Svájcban élő koszovói albán politikai emigránsokhoz. Svájcban is tanult, beiratkozott a Zürichi Egyetem történelem és politológia szakára. Itt megalakította az Emberek Koszovói Mozgalmát (LPK) egy marxista-leninista politikai szervezetet, mely erős albán nacionalizmust képviselt, s eszménye a „Nagy Albánia” volt, vagyis az albán lakta területek egységes államának létrehozását.

### Katonai szervezkedései
Hamarosan aztán hazatért, és ő lett a "Gjarpëri", azaz a kígyó. A Koszovói Felszabadítási Hadsereg (UÇK) vezetője lett, s anyagi forrást és fegyvereket biztosított a mozgalomnak. Szintén alapítója volt a Drenica Csoportnak, mely egy földalatti szervezet volt, mely minden koszovói bűnténynek a 10-15%-át irányította. A csoport támaszkodott maffiakapcsolataira melyek főleg albán, cseh és macedón vonatkozásúak voltak. A kapcsolatok egyik fő vonala volt, hogy Thaçi lánytestvére volt, aki összeházasodott Sejdija Bajrush-sal, a legnagyobb albán maffiavezérrel. A csoport első katonai tevékenysége 1993. május 25-én volt, amikor Koszovó központjában található Glogovacnál lévő vasúti csomópontnál Thaçi és négy legközelebbi drenicás barátja megöltek 4 szerb rendőrt és hármat súlyosan megsebesítettek. 1996. június 17-én ismét lecsapott UÇK, amikor Észak-Koszovóban tüzet nyitott egy rendőrautóra Sipolje-nél a Kosovar Mitrovica-Pec úton. Pár évvel később a Vučitrn városi szerb Miloš Obilić Katonai Bázisra kézigránátokat dobtak.
1997 júliusában távollétében a Prištinai Kerületi Bíróság 10 év börtönbüntetésre ítélték terrorista merényletekért. Thaçi és a hívei Drenicában az erdőségekben bujkáltak, de ennek ellenére többször is ellátogatott Albániába és Svájcba, felhagyva bujkálásával. 1998-ban a Slobodan Milošević vezette kormány újabb elfogató parancsot adott ki ellene, mert még elítélése alatt lesben állva megtámadott tankoló szerb rendőröket.
Carla del Ponte volt hágai főügyész szerint koszovói gerillák mintegy 300  szerb fiatalt raboltak el, szállítottak Albániába, ott belső szerveiket eltávolították, és a közel keletre eladták. Hashim Thaçi sajtótájékoztatón tagadta a vádakat. Miközben számos nyugati politikus kételyeit fejezte ki a kérdésben, ugyanakkor a Human Rights Watch szerint a Ponte asszony által szolgáltatott bizonyítékok kellően komolyak. Az Európa Tanács által lefolytatott kétéves vizsgálat megerősítette Thaçi személyes érintettségét. A Dick Marty által jegyzett jelentés úgy jellemzi Hashim Thaçi-t mint az albán szervezett bűnözés egyik legfőbb vezetőjét.

### Politikusi pályája
1999 márciusában az UÇK vezetőjének választották, s a Rambouillet-ban tartott tárgyalásokon már ő képviselte a koszovói albánokat, s keményen kitartott követelése mellett, hogy népszavazást tarthasson Koszovó nemzetiségi kérdéséről. Bár ezért eleinte nem volt hajlandó aláírni az egyezményt, az amerikai külügyminiszterrel folytatott tárgyalás után ezt megtette.
Felhagyva gerilla múltjával, megalakította Koszovói Demokrata Pártot (PDK). 2003-ban Budapestre érkezve Ferihegyen letartóztatták, mert a pristinai bíróság korábbi rendeletére az interpol terrorizmus miatt körözi, de az UNMIK közbenjárására az érvényes interpol körözés ellenére, ENSZ mentelmi jogra való hivatkozással elengedték, s tovább utazhatott. A 2007 novemberi választásokon a szavazatok 34%-ával megnyerte pártja a választásokat, s 2007. december 17-én a koszovói elnök őt kérte fel kormányalakításra. A megalakuló parlament 2008. január 9-én megválasztotta Koszovó és Metóhia Autonóm Terület 7. miniszterelnökének. Már ekkor kijelentette, hogy 2008 első felében el kívánnak szakadni Szerbiától. 2008. február 17-én a parlament megszavazta a függetlenségi nyilatkozatot, mely értelmében 2008. március 1-jétől a független Koszovói Köztársaság első miniszterelnöke lett.
A 2014. június 8-án megtartott koszovói parlamenti választáson az ő vezetésével a Koszovói Demokrata Párt nyert a szavazatok valamivel több mint 31 százalékának megszerzésével.

### Lemondása
2020. november 5-én lemondott elnöki hivataláról, hogy a hágai Nemzetközi Büntetőbíróság elé álljon háborús bűncselekmény vádjával.